# Karin Ågesen
Karin Ågesen, dansk orienterare som tog EM-brons i stafett 1964.